# Šesterotaktni motori
Šesterotaktni motor je primijenjen na više alternativnih motora s unutarnjim izgaranjem koji pokušavaju poboljšati tradicionalne četverotaktne motore. Navedene prednosti uključuju smanjenu potrošnju goriva ,smanjenje mehaničke složenosti i smanjene emisije.Ovi motori se mogu podijeliti u dvije skupine s obzirom na broj klipova koji daju šest takta.
U jednocilindričnim motorima, motor uzima toplinu koju je izgubio od četverotaktnog Otto ciklusa ili dizel ciklusa i koristi ga da dobije dodatnu snagu u istom cilindru u pokušaju da se poboljša potrošnja goriva i pomogne u hlađenju motora. Klipovi u ovoj vrsti šesterotaktnog motora idu do GMT(gornje mrtve točke) i DMT(donje mrtve točke) za svako ubrizgavanje goriva. Ovaj dizajn koristi vodenu paru ili zrak kao medij za dodatni takt motora.

## Vrste motora

### Crowerov šesterotaktni motor
Konstruirao ga je Bruce Crower u SAD-U. U ovom šesterotaktnom motoru nakon 4.takta (ispuh) u cilindar ubrizgava voda koja se odmah pretvara u vodenu paru te se širi i gura klip prema dolje i time čini dodatna dva takta. Dakle, ovdje se toplina koja zahtijeva sustav hlađenja iskorištava za obavljanje dodatnog rada nad klipom. Crower procijenjuje da će njegov dizajn smanjiti potrošnju za 40%, a proizvodit će istu snagu na nižem broju okretaja. Težina sustava za hlađenje može biti eliminirana, ali će biti uravnotežena zbog potreba za spremnikom vode.

### Velozetin šesterotaktni motor
U Velozetinom motoru, nakon ispuha u cilindar se ubrizgava zrak koji se zbog topline širi i time obavlja rad nad klipom čineći dva dodatna takta. Ta dva takta osigurat će dodatno pročišćavanje ispušnih plinova. Motor pokazuje smanjenje potrošnje od 40% i dramatično smanjenje u zagađenju. Omjer snage i težine je malo manji nego kod četverotaktnih motora. Motor može raditi na više vrsta goriva, od benzinskog, dizelskog te na LPG (autoplin). Izmijenjeni motor pokazuje 65% manje emisija ugljičnog monoksida u usporedbi s četverotaktnim motorom iz kojeg je razvijen. Motor je razvijen 2005. od strane studenata strojarstva: G. U Krishnaraj, G. Boby Sebastian, G. Arun Nair i G. Aaron Joseph na College of Engineering, Trivandrum.